# Ираклий Старши
Ираклий Старши (на латински: Heraklius, на гръцки: Ηράκλειος) – византийски пълководец, баща на император Ираклий и екзарх на Картаген. Повикан е от византийските велможи да се бори срещу Фока и въоръжава своя син, който тръгва именно от Картагенския екзархат.